# Atarba circe
Atarba circe är en tvåvingeart som beskrevs av Alexander 1946. Atarba circe ingår i släktet Atarba och familjen småharkrankar.
Artens utbredningsområde är Ecuador. Inga underarter finns listade i Catalogue of Life.